# Премијер лига Велса у фудбалу
Премијер лига Велса је највише фудбалско такмичење у Велсу. Лига је настала 1992. и њом управља Фудбалски савез Велса.

## Учинак по сезонама
| - 1992/93. — Кумбран таун - 1993/94. — Бангор сити - 1994/95. — Бангор сити - 1995/96. — Бери сити - 1996/97. — Бери сити - 1997/98. — Бери сити - 1998/99. — Бери сити - 1999/00. — Тотал нетворк солушнс - 2000/01. — Бери сити - 2001/02. — Бери сити | - 2002/03. — Бери сити - 2003/04. — Рил - 2004/05. — Тотал нетворк солушнс - 2005/06. — Тотал нетворк солушнс - 2006/07. — Њу Сејнтс - 2007/08. — Љанељи - 2008/09. — Рил - 2009/10. — Њу Сејнтс - 2010/11. — Бангор сити - 2011/12. — Њу Сејнтс | - 2012/13. — Њу Сејнтс - 2013/14. — Њу Сејнтс - 2014/15. — Њу Сејнтс - 2015/16. — Њу Сејнтс - 2016/17. — Њу Сејнтс - 2017/18. — Њу Сејнтс - 2018/19. — Њу Сејнтс - 2019/20. — Конас Квеј Номадс - 2020/21. — Конас Квеј Номадс - 2021/22. — Њу Сејнтс - 2022/23. — Њу Сејнтс - 2023/24. — Њу Сејнтс |

## Успешност клубова
| Клуб              | Првак |
| ----------------- | ----- |
| Њу Сејнтс         | 16    |
| Бери таун         | 7     |
| Бангор сити       | 3     |
| Конас Квеј Номадс | 2     |
| Рил               | 2     |
| Љанељи            | 1     |
| Кумбран таун      | 1     |

## УЕФА ранг листа
Стање на дан 28. мај 2015.
- 46  Лихтенштајн
- 47  Премијер лига Северне Ирске
- 48  Премијер лига Велса
- 49  Премијер лига Јерменије
- 50  Прва лига Естоније
- Цела листа Архивирано на веб-сајту  (16. март 2021)